# Taha Siddiqui
Taha Siddiqui est un journaliste pakistanais, lauréat du prix Albert-Londres et fondateur de la plateforme Safenewsrooms.org.
Reconnu comme une voix indépendante de son pays, il est aussi célèbre pour ses attaques sur les réseaux sociaux et dans la presse internationale contre les abus de pouvoir de l'armée pakistanaise.
À la suite d'une tentative d'enlèvement, il est contraint de vivre en exil à Paris dès le mois de février 2018.

## Biographie

### Jeunesse et études
Né le 20 avril 1984, Taha Siddiqui raconte être issu d'une famille sunnite intégriste : son père soutient les attentats du 11 septembre 2001 et certains membres de sa famille sont membres du Lashkar-e-Toiba. Ayant grandi en Arabie saoudite, il se réinstalle au Pakistan en l'an 2000.
Taha Siddiqui est diplômé de l'Institute of Business Administration (en) de Karachi.

### Carrière journalistique
Taha Siddiqui se considère comme un « journaliste par accident ». Il commence sa carrière sur la chaîne économique CNBC en tant qu'analyste financier, avant de s'engager pour la chaîne Geo News (en).
Il travaille ensuite sur des sujets liés au terrorisme, aux minorités persécutées ou encore à la corruption. Ses reportages l'ont mené dans des zones dangereuses comme les régions tribales, le Baloutchistan ou le Gilgit-Baltistan, ce qui lui vaut d'être molesté à plusieurs reprises.
Taha Siddiqui devient chef de bureau pour l'agence Babel Press, où il est correspondant pour France 24 et pour la chaîne indienne WION.
Son travail est publié dans le New York Times, Foreign Policy, France 24 et Al Jazeera.
Le 21 mars 2019, il signe avec 278 autres professionnels des médias (journalistes, rédacteurs en chef et photographes) la tribune Droits voisins : l'appel des médias européens pour la survie de la presse dans Le Figaro. L'appel vise à encourager les députés européens à adopter la directive sur les droits voisins.
Il enseigne également le journalisme à Sciences Po Paris.

### Prix Albert-Londres
En 2014, il reçoit avec Julien Fouchet et Sylvain Lepetit le prix Albert-Londres de l'audiovisuel pour le reportage La guerre de la polio diffusé dans l'émission Envoyé spécial sur France 2, le 5 décembre 2013. Les trois journalistes ont enquêté dans les régions de l'est de l'Afghanistan proches du Pakistan où les talibans interdisent l'accès au vaccin contre la poliomyélite et ciblent les soignants et les ONG,.
Dans son communiqué, le jury écrit que les journalistes « ont su traiter le sujet avec pudeur et sobriété en s'affranchissant des contraintes d'un formatage d'enquêtes de plus en plus en vigueur dans les rédactions et qu'[il] déplore ».

### Tentative d'enlèvement et exil à Paris
Dès le début de l'année 2017, les organes de presses pakistanais comme Geo News (en) et Dawn subissent une forte pression de la part de l'armée pakistanaise.
Taha Siddiqui n'y échappe pas. En mai 2017, il porte plainte devant la Haute Cour d'Islamabad (en) contre la Federal Investigation Agency qui le harcèle par téléphone, le convoquant sans explications pour un interrogatoire devant la section anti-terroriste. C'est une première dans l'histoire du journalisme au Pakistan. L'ordonnance de la Haute cour ne suffit pas à stopper les intimidations et Taha Siddiqui est convoqué à nouveau ; il refuse de s'y rendre par peur d'être enlevé.
Le 10 janvier 2018 au matin, Taha Siddiqui est victime d'une attaque sur la route de l'aéroport d'Islamabad alors qu'il s'y rend pour prendre un vol vers Londres. Son taxi est bloqué en pleine circulation par deux voitures dont sortent une dizaine d'hommes, certains armés de kalachnikovs. Pour lui, il n'y a pas de doute sur la volonté de ses agresseurs : « Comme je devais prendre l'avion pour Londres, personne ne se serait inquiété avant une vingtaine d'heures et on aurait pu raconter que j'avais choisi de disparaître à l'étranger ». Roué de coups, il arrive à en réchapper grâce à une portière déverrouillée et se rend au commissariat le plus proche.
Après avoir rencontré le ministre de l'Intérieur Ahsan Iqbal, qui lui conseille d'écrire au chef de l'armée, le général Qamar Javed Bajwa, et de lui demander pardon, il comprend qu'il n'est plus en sécurité et s'enfuit vers Paris avec sa femme et leur fils le 13 février 2018. Le 5 avril, il publie dans le journal britannique The Guardian une lettre ouverte au chef de l'armée pakistanaise dans laquelle il exprime ses difficultés à vivre loin de son pays mais dans lequel il ne peut pas exercer son métier.

## Safenewsrooms.org
Le 3 mai 2018, à l'occasion de la Journée mondiale de la liberté de la presse, Taha Siddiqui lance Safenewsrooms.org, une plate-forme de médias numériques. Son but est de lutter contre la censure en permettant aux journalistes d'Asie du Sud de déposer leurs enquêtes et témoignages. SAFE qui signifie « sûr » ou « en sécurité » en anglais est aussi l'acronyme de South Asians for Freedom of Expression (Asiatiques du Sud pour la liberté d'expression).
Safenewsrooms.org est nommé en novembre 2018 par Reporters sans frontières pour le prix de l'indépendance qui « récompense un journaliste, un média ou une organisation pour sa résistance aux pressions financières, politiques, économiques, religieuses ».
En 2018, le site web n'est pas accessible au Pakistan.

## The Dissident Club
En 2020, il ouvre un bar dédié aux lanceurs d'alerte. Baptisé The Dissident Club, il est situé rue Richer dans le 9e arrondissement de Paris.
En 2023, Dissident club : chronique d'un journaliste pakistanais exilé en France, une biographie en bande dessinée signée par Siddiqui et Hubert Maury, paraît chez Glénat.

## Filmographie
- 2014 : La guerre de la polio (Babel Press)[11].

## Distinctions

### Récompenses
- Prix Albert-Londres de l'audiovisuel 2014 pour La guerre de la polio[11].

### Nominations
- Nommé pour le prix de l'indépendance 2018 de Reporters sans frontières pour Safenewsrooms.org[22].